# Agne Jälevik
Gustaf Agne Jälevik, född 10 oktober 1942 i Lidköping, Västra Götalands län, död 15 augusti 2025 i Stockholm, var en svensk sportjournalist och TV-programledare. Han var farbror till Måns Jälevik, sångare i bandet Her Majesty.

## Biografi
Under uppväxten i Lidköping, i frikyrklig miljö, var Jälevik förbjuden att hålla på med idrott, vilket han själv trodde var anledningen till att han utvecklade ett brinnande idrottsintresse.
Jälevik arbetade som lärare, men hamnade på ett test hos Lars-Gunnar Björklund på radio i Göteborg och började kommentera sport. Han frilansade för radion i tre år från 1969 och fick sedan fast jobb i Örebro. Han arbetade på Sveriges Radio sedan 1972 och sedan 1983 på SVT Sport i Stockholm, bland annat med Sportspegeln/Sportnytt. Under en tid då SVT hade svenskt TV-monopol på alla större idrottsevenemang, blev han en av SVT-sportens profiler.
Agne Jälevik rapporterade fram till 2004 från nio OS för SVT – tre vinter-OS och sex sommar-OS. Hans första OS var i Moskva 1980 då han kommenterade sportskytte och bågskytte, något han även gjorde under olympiska sommarspelen 2004 i Aten. Dessa båda sporter fortsatte att vara Jäleviks specialområden.
2007 gick han i pension, men han fortsatte med återkommande inhopp som SVT Sport-redaktör, något han arbetat med sedan mitten av 1990-talet. År 2011 lämnade han dock SVT Sport helt, delvis på grund av redaktionens sämre ekonomiska resurser.

### Andra aktiviteter
Jälevik var en flitig golfspelare och drömde om att bli golfproffs. Han var aktiv medlem i föreningen Golfjournalisterna som arrangerar Scandinavian Press Open, en scratchtävling som vanligen avgörs på Scandinavian Mastersbanan, dagen efter europatourtävlingen. Han var medlem samt styrelseledamot i Nacka golfklubb, och hade runt 14 i handicap.
Hans förnamn "lånades" av Hans Crispin till figuren Angne i Angne & Svullo.